# Does Humor Belong in Music? (videó)
A Does Humor Belong in Music? Frank Zappa egyórás koncertvideója, a felvétel 1984. augusztus 26-án készült a New York-i The Pierben, amit interjúkkal egészítettek ki. A film a közjátékok miatt inkább követi egy tévéműsor szerkezetét semmint egy hagyományos koncertfilét; először 1985-ben jelent meg VHS-en az MPI Home Video kiadásában, majd az EMI adta ki 2003-ban DVD-n.

## A DVD-ről
A felvételen nincs közös felvétel a hasonló című albuméval, az azonos számokat is különböző helyszínen rögzítették. A két kiadvány közül először a videó jelent meg, a CD körülbelül egy évvel később (1986). Erről a New York-i koncertről néhány szám meghallgatható a You Can’t Do That on Stage Anymore sorozat első, harmadik és hatodik részén.
Japánban egy lézerdiszk változat is megjelent, japán feliratokkal, enyhén eltérő keveréssel.

## A DVD számai
1. "Zoot Allures"
2. "Tinsel Town Rebellion"
  - City of Tiny Lites (eleje) / interjúrészlet
3. "More Trouble Every Day"
4. "Hot Plate Heaven at the Green Hotel" (megvágva, további interjúrészletekkel)
  - Goblin Girl (eleje) / interjú
  - The Deathless Horsie (vége)
5. "The Dangerous Kitchen"
6. "He's So Gay"
7. "Bobby Brown Goes Down"
8. "Keep It Greasy"
9. "Honey, Don't You Want a Man Like Me?"
  - Carol, You Fool (eleje) / interjúrészlet
10. "Dinah-Moe Humm"
11. "Cosmik Debris"
12. "Be in My Video"
13. "Dancin' Fool"
14. "Whippin' Post"

## A zenészek
- Frank Zappa – szólógitár, ének
- Ike Willis – ritmusgitár, ének
- Ray White – ritmusgitár, ének
- Scott Thunes – basszusgitár, ének
- Bobby Martin – billentyűs hangszerek, ének
- Allan Zavod – billentyűs hangszerek
- Chad Wackerman – dobok

## Külső hivatkozások
- Does Humor Belong in Music? az Internet Movie Database oldalon (angolul)
- Dalszövegek és információk – az Information Is Not Knowledge honlapon.